# Hanane El Fadili
Hanane el-Fadili (arabe : حنان الفاضلي) est une actrice et humoriste marocaine. Elle est née le 2 mai 1974 à Casablanca, au Maroc. Elle se spécialise dans la parodie, se concentrant sur des personnalités célèbres et des figures controversées. Elle aborde également des questions sociales et politiques.

## Biographie
Née en mai 1974 à Casablanca, elle est issue d'une famille d'acteurs : son père est l'acteur Aziz el-Fadili et son frère est le producteur Adil el-Fadili,. Elle renforce sa formation en suivant les Cours Florent. Elle réalise un certain nombre de productions, notamment des émissions, des vidéos humoristiques sur le web ou des spectacles sur scène tel Hanane Show, bien accueillies par le public marocain. Elle poursuit une voie ouverte par une autre actrice et humoriste marocaine, Fatima Chebchoub. Elle a été nommée ambassadrice de bonne volonté de l'UNICEF au Maroc en 2010.